# Ondratice
Ondratice település Csehországban, a Prostějovi járásban. Ondratice Želeč, Brodek u Prostějova, Březina és Drysice településekkel határos. Lakosainak száma 336 fő (2024. január 1.).

## Népesség
A település lakosságának változását az alábbi diagram mutatja:
| Lakosok száma | 521  | 618  | 739  | 618  | 397  | 343  | 351  | 346  | 340  | 336  |
|               | 1869 | 1890 | 1921 | 1950 | 1980 | 2001 | 2017 | 2019 | 2022 | 2024 |